# 中山寺 (宝塚市)
中山寺（なかやまでら）は、兵庫県宝塚市中山寺にある真言宗中山寺派の大本山の寺院。山号は紫雲山。本尊は十一面観世音菩薩。この像はインドの勝鬘夫人（しょうまんぶにん）の姿を写した三国伝来の尊像と伝えられる。また、左右の脇侍も十一面観音であり本尊と脇侍をあわせて三十三面となる。当寺は西国三十三所第24番札所であるが、この三十三面の像らは他の西国三十三所観音をも総摂するとともに法華経（観音経）に説く観音菩薩の三十三の変化身を表象するとされ、当像を拝することで真の三十三所巡拝と同じ功徳が得られるという。普段は秘仏となっているが、毎月18日に開扉される。また、安産祈願の寺として有名である。地元では「中山さん」と親しみを込めて呼ばれている。また、梅の名所としても知られている。
本尊真言：おん まかきゃろにきゃ そわか
ご詠歌：野をもすぎ 里をもゆきて 中山の 寺へ参るは 後（のち）の世のため

## 歴史
寺伝によると、当地は仲哀天皇と先后大中姫の子である麛坂皇子と忍熊皇子、とりわけ忍熊皇子の御霊を祀るために応神天皇によって開かれた地であるという。その後、蘇我馬子と聖徳太子に敗れた物部守屋の霊と大中姫、麛坂皇子、忍熊皇子の霊を鎮めるために聖徳太子によって創建されたという。草創の地は現在当寺の奥之院がある場所であり、拝殿が忍熊皇子の御霊を祀る大岩の窟（いわや）を取り込むようにして建立された。日本最初の厄神を祀る寺院であるという。また、当寺は日本最初の観音霊場であるとする。
奈良時代には大小多数の堂塔伽藍を備えた大寺院であったと伝わり、「極楽中心仲山寺」と称されていた。
養老2年（718年）に大和国長谷寺の徳道上人が、冥土で閻魔大王から「観音信仰を広めるように」といわれて御宝印を授かった。徳道はその御宝印を当寺にある白鳥塚古墳（中山寺古墳）内の石棺・石の櫃（からと）に納めたといわれる。徳道は観音巡礼を広めようとしたが上手くいかなかった。その後、約270年後の平安時代になってから花山法皇が石の櫃から御宝印を見つけ出すと、西国三十三所観音巡礼を再興して当寺はその第24番札所とされたという。
平安時代末期、多田行綱は妻の不信心に悩まされていたところ、当寺の観音が「鐘の緒」（鰐口を鳴らす綱）でもって妻を改心させ、夫妻は仲睦まじくなった。それ以降、当寺の観音に子授かりや安産祈願の信仰が生まれたという。以来、当寺は安産祈願の霊場として皇族や貴族、源頼朝などの武家、庶民より深い信仰を集めたが、天正6年（1578年）に始まった、荒木村重と織田信長との有岡城の戦いの戦火を受けて多宝塔や五重塔を含む全山が焼失した。
安土桃山時代に豊臣秀吉が当寺に熱心に祈願して豊臣秀頼が授かったとされる。
慶長年間（1596年 - 1615年）に現在地に移転し、慶長8年（1603年）には豊臣秀頼が片桐且元を普請奉行として本堂、護摩堂や阿弥陀堂などの伽藍を再建している。
幕末には中山一位局が明治天皇を出産する時に当寺で安産祈願をして無事出産したことから、日本唯一の明治天皇勅願所となっている。
1995年（平成7年）1月17日に阪神・淡路大震災が発生し、堂舎や塔頭の総持院、華蔵院などが被災したが、後に復興した。
2007年（平成19年）に多宝塔「大願塔」が再建されると、2017年（平成29年）には五重塔「青龍塔」が再建された。
当寺の裏には中山という山があり、その山腹にある当寺の奥之院には厄神明王が祀られ、本堂脇にある湧水は大悲水と呼ばれている。当寺の境内からは18丁（1丁は長さにして約109.09メートル）、徒歩50分程度で参拝することができる。
毎月の戌（いぬ）の日には安産祈祷会があり、安産を願い、また、鐘の緒（かねのお、祈祷を受けた腹帯）の授与を求めて日本各地から多くの参詣者が訪れる。
境内はエレベーターやエスカレーター、手すり等が設置されてバリアフリー化されており、妊婦、年配者、障害者の参拝が容易となっている。
当寺の西側にある中山観音公園には千鳥紅梅、鹿児島紅梅、白加賀、玉梅、豊後、摩耶紅梅など約1,000本の梅が植えられている。

## 境内
- 本堂（兵庫県指定有形文化財） - 慶長8年（1603年）に豊臣秀頼によって再建。本尊として十一面観音を祀るが、両脇侍にも十一面観音を祀っているという珍しい三尊像形式である。三体の十一面観音で計三十三面としており、西国三十三所の各観音像をあしらい、また、観音菩薩の三十三の変化身をも現している[2]。
- 護摩堂（兵庫県指定有形文化財） - 慶長8年（1603年）に豊臣秀頼によって再建。近畿三十六不動尊霊場第21番札所。
- 開山堂（聖徳太子堂） - 1997年（平成9年）に護摩堂を参考にして再建。開基の聖徳太子を祀る。
- 大師堂 - 摂津国八十八箇所第69番札所。
- 弘法大師像
- 五重塔「青龍塔」 - 2017年（平成29年）再建。青龍塔と呼ばれ珍しく深い青色で塗装されているが、これは東方を守護する「青龍」を表したものである。内部にはネパールのダルマキールティ僧院より請来された御舎利が安置されている。京都府木津川市の海住山寺や広島県福山市の明王院の五重塔を参考にして建てられた。心柱は岡山県美作市の大野神社にある樹齢400年の檜が使用されている。高さは約28メートル、初層には裳階が付いている[6]。
- 子授け地蔵
- 西国三十三所石仏群
- 福神社 - 祭神：恵比寿神。鎮守社。
- 多宝塔「大願塔」 - 2007年（平成19年）再建[6]。1階は妙音殿と呼ばれる。
- 阿弥陀堂 - 慶長8年（1603年）に豊臣秀頼によって再建。
- 宝蔵
- 安産御手水鉢 - 忍熊皇子の遺体を納めた舟形石棺とされる。
- 亥の子地蔵 - 北向き地蔵。
- 信徒会館
- 萬霊塔
- 絵馬堂 - 休憩所。
- 五百羅漢堂 - 1997年（平成9年）再建。約700体の羅漢像が並ぶ[4]。
- 涅槃堂 - 五百羅漢堂の地下にある。涅槃図と金色の千体仏が奉納されている。
- 紫雲閣 - 内部は納経所、寺務所、祈祷殿となっている。
- 鐘楼
- 水掛地蔵
- 閻魔堂
- 寿老人堂 - 摂津国八十八箇所第70番札所。西国七福神。
- 詠歌堂
- 白鳥塚古墳（中山寺古墳、兵庫県指定史跡） - 寺伝では仲哀天皇の先后大仲姫（大中姫命）が埋葬されたとされる。内部の石棺は石の櫃（からと）と呼ばれ、ここに徳道上人が埋め、花山法皇が見つけ出したという閻魔大王から頂いた御宝印が納められていたという。
- 大黒堂
- 成就院 - 塔頭。
- 観音院 - 塔頭。
- 華蔵院 - 塔頭。
- 宝蔵院 - 塔頭。
- 総持院 - 塔頭。
- 山門（仁王門、兵庫県指定有形文化財） - 望海楼と呼ばれる。正保3年（1646年）に徳川家光によって再建。享保8年（1723年）に修理。2009年（平成21年）に改修工事が行われている[7]。
- 梅林
- 夫婦岩
- 天神像 - 宇多天皇が自ら岩に彫ったとされる摩崖仏・菅原道真像。
- 奥之院
  - 白鳥石 - 大岩の窟（いわや）とも呼ばれる。忍熊皇子を日本最初の厄神明王として祀る[3]。
  - 本堂 - 白鳥石の拝殿でもある。伽藍から北西に2キロメートルほど離れた当初の中山寺本堂があった場所である。摂津国八十八箇所第71番札所。
  - 吾孫子弁財天

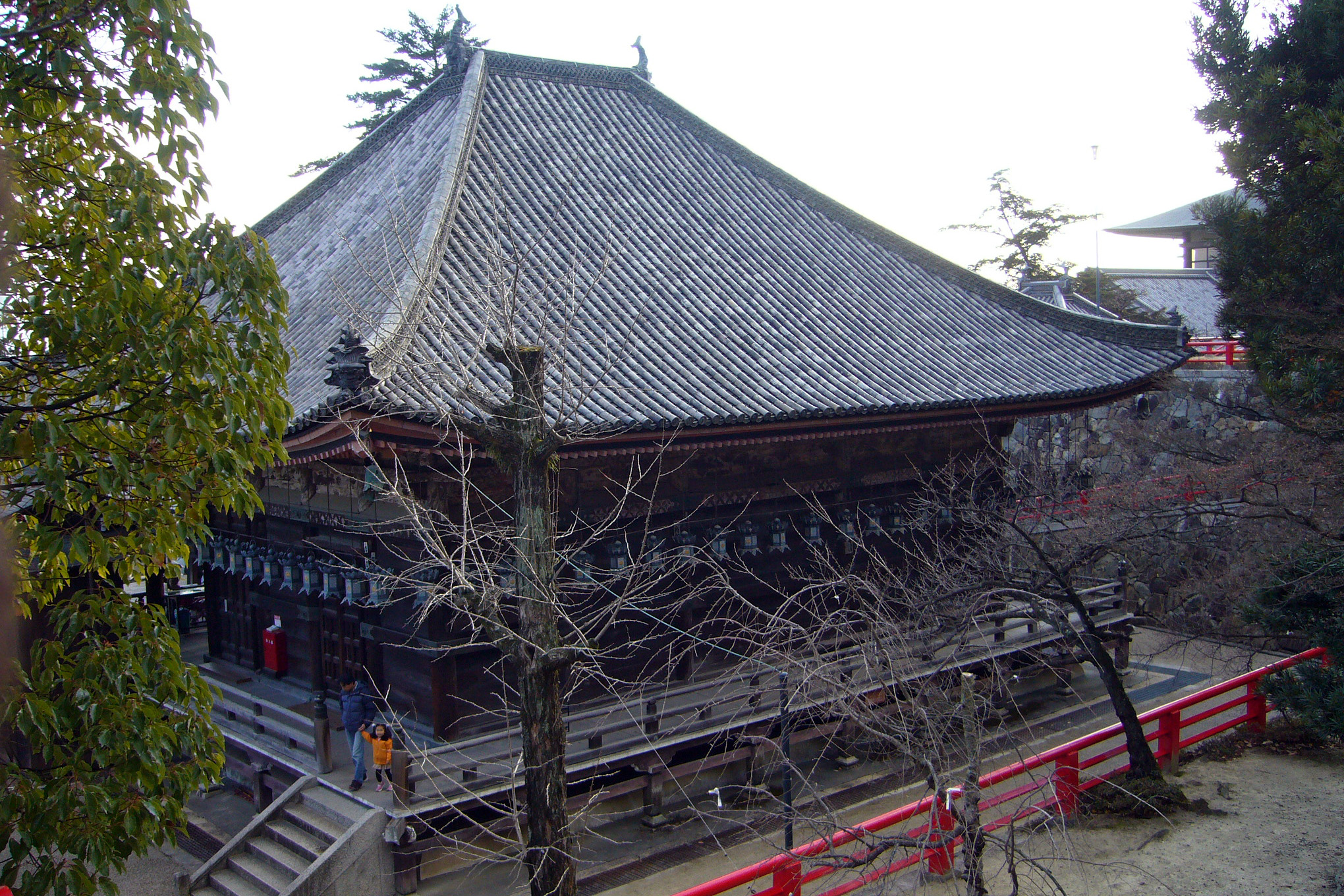
本堂
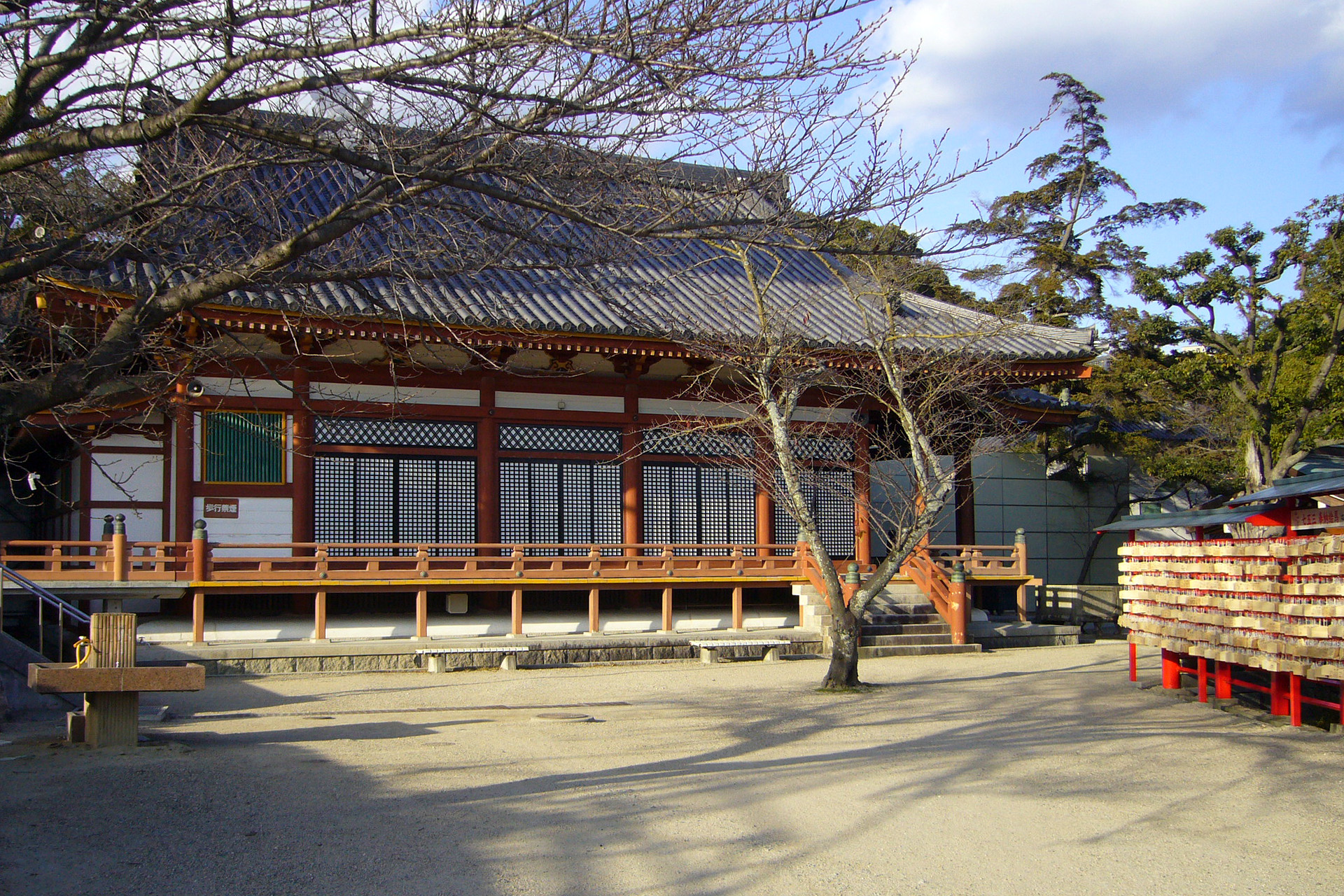
阿弥陀堂
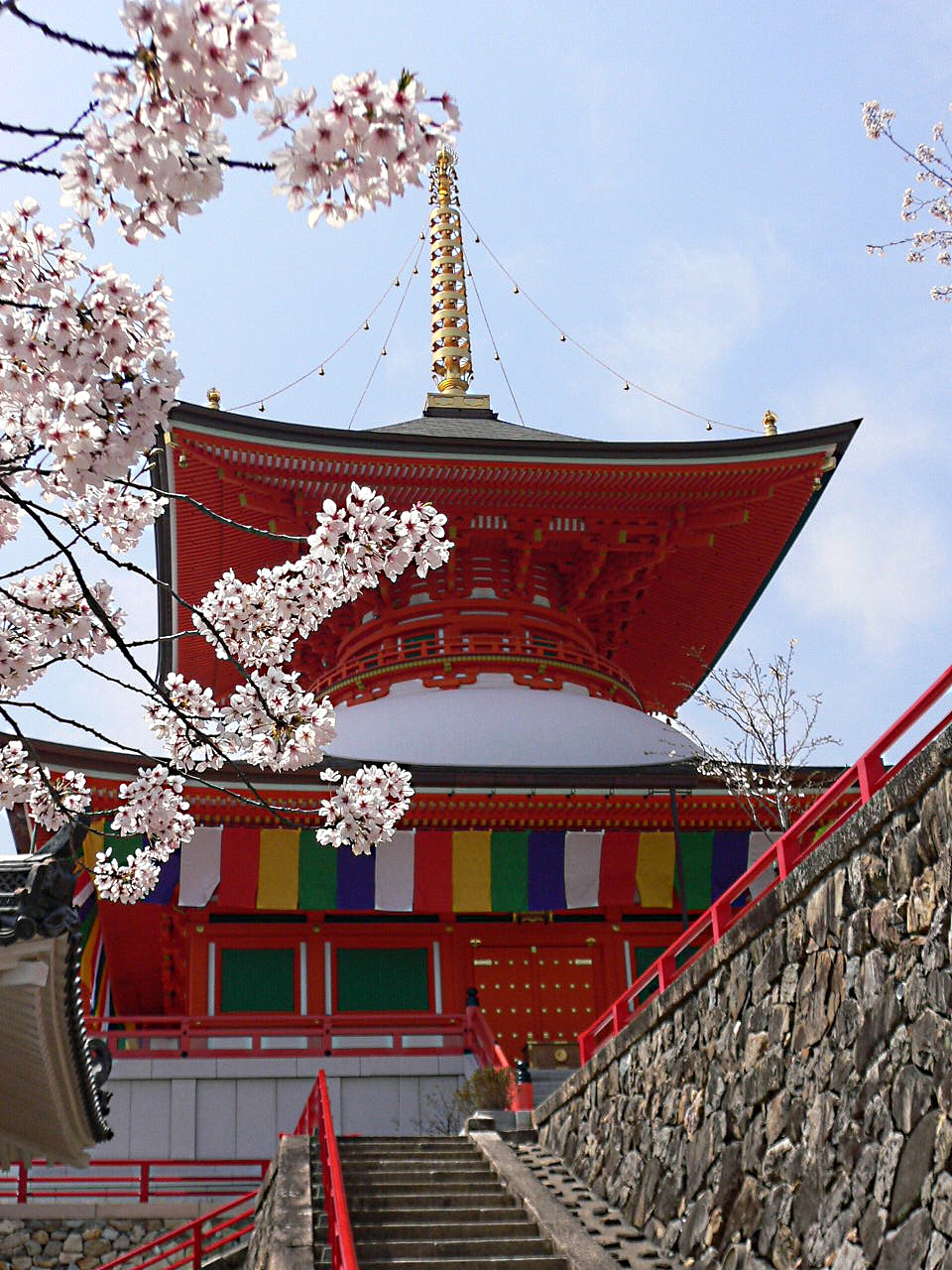
大願塔
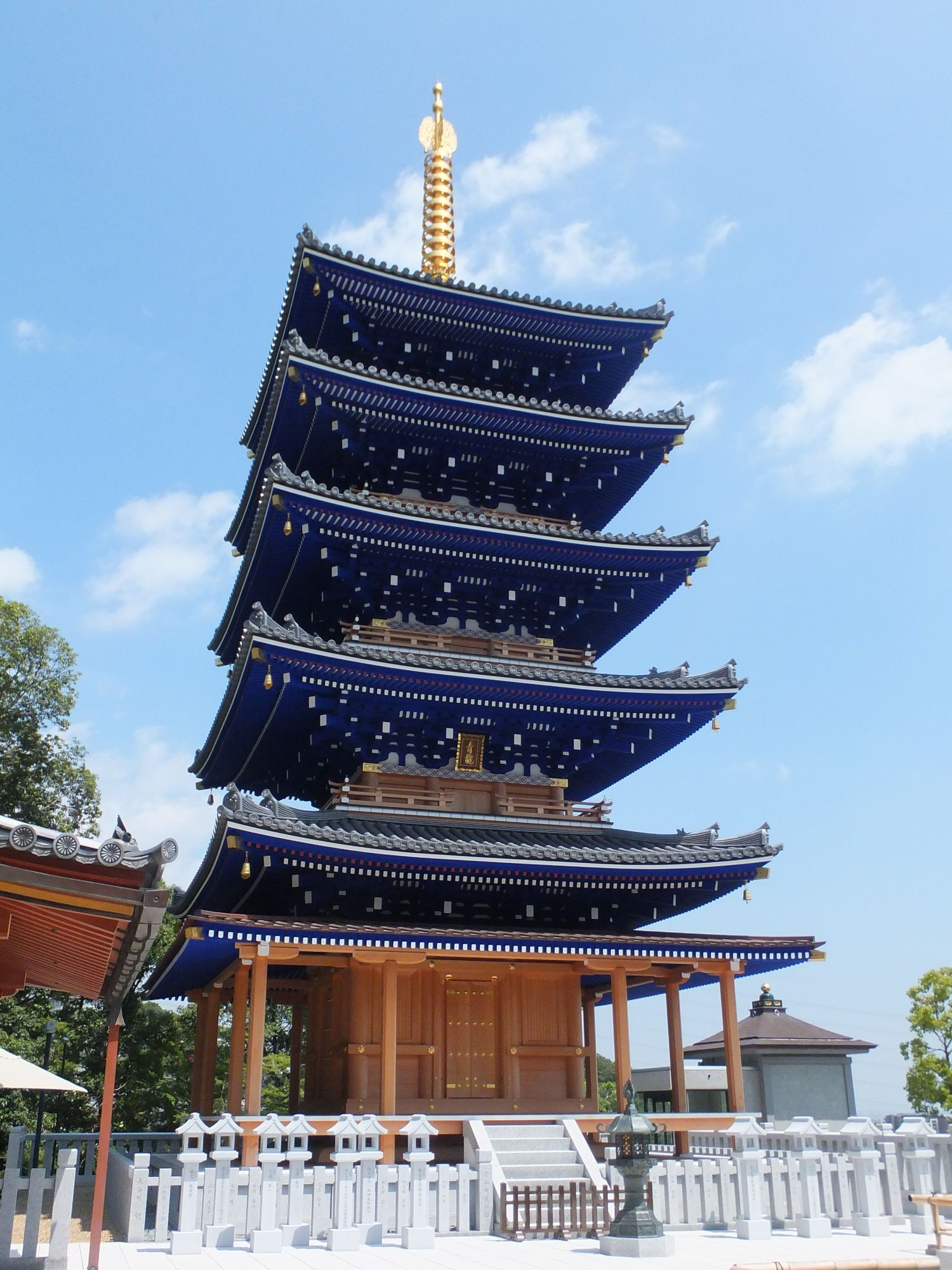
五重塔
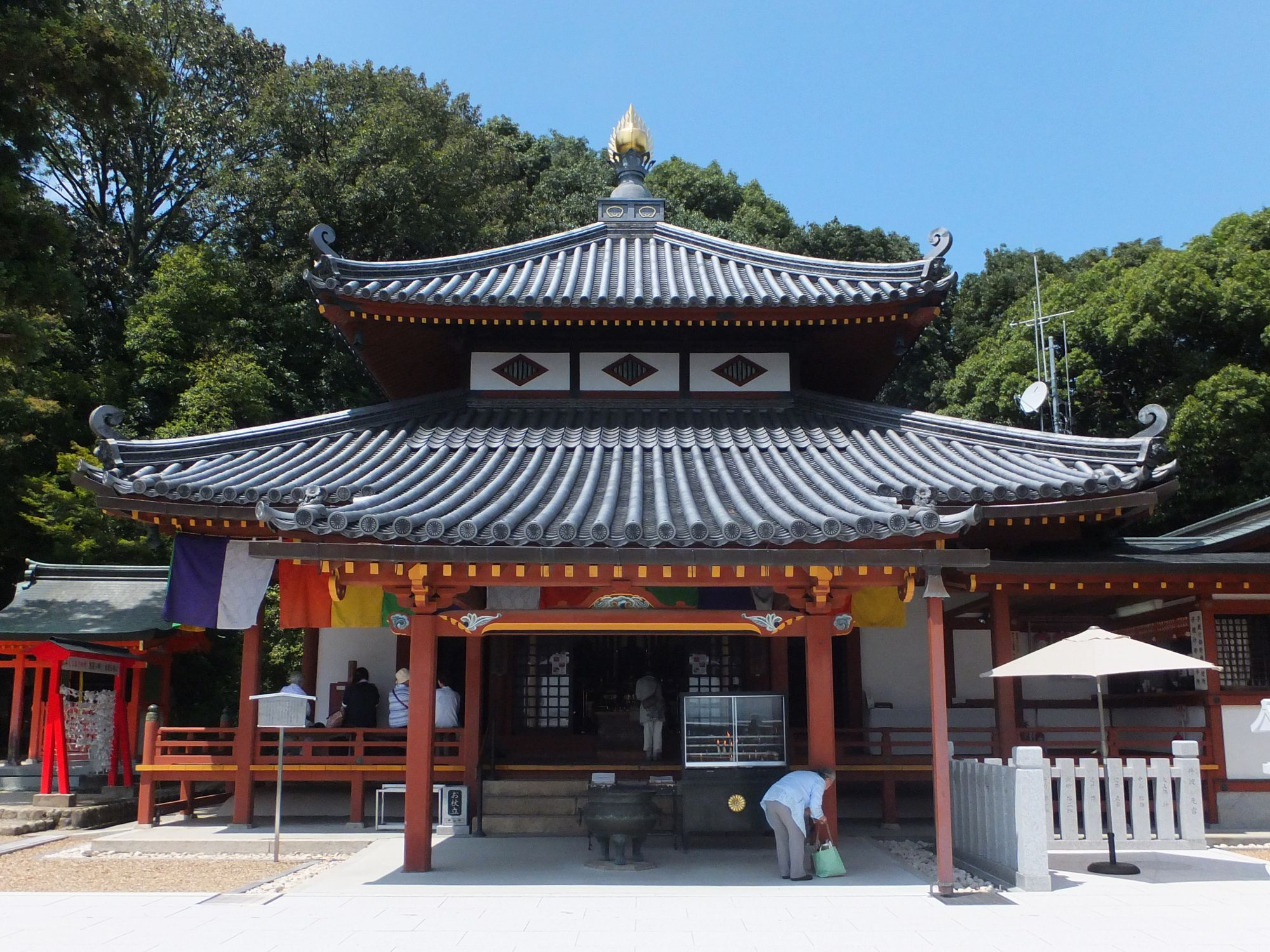
大師堂
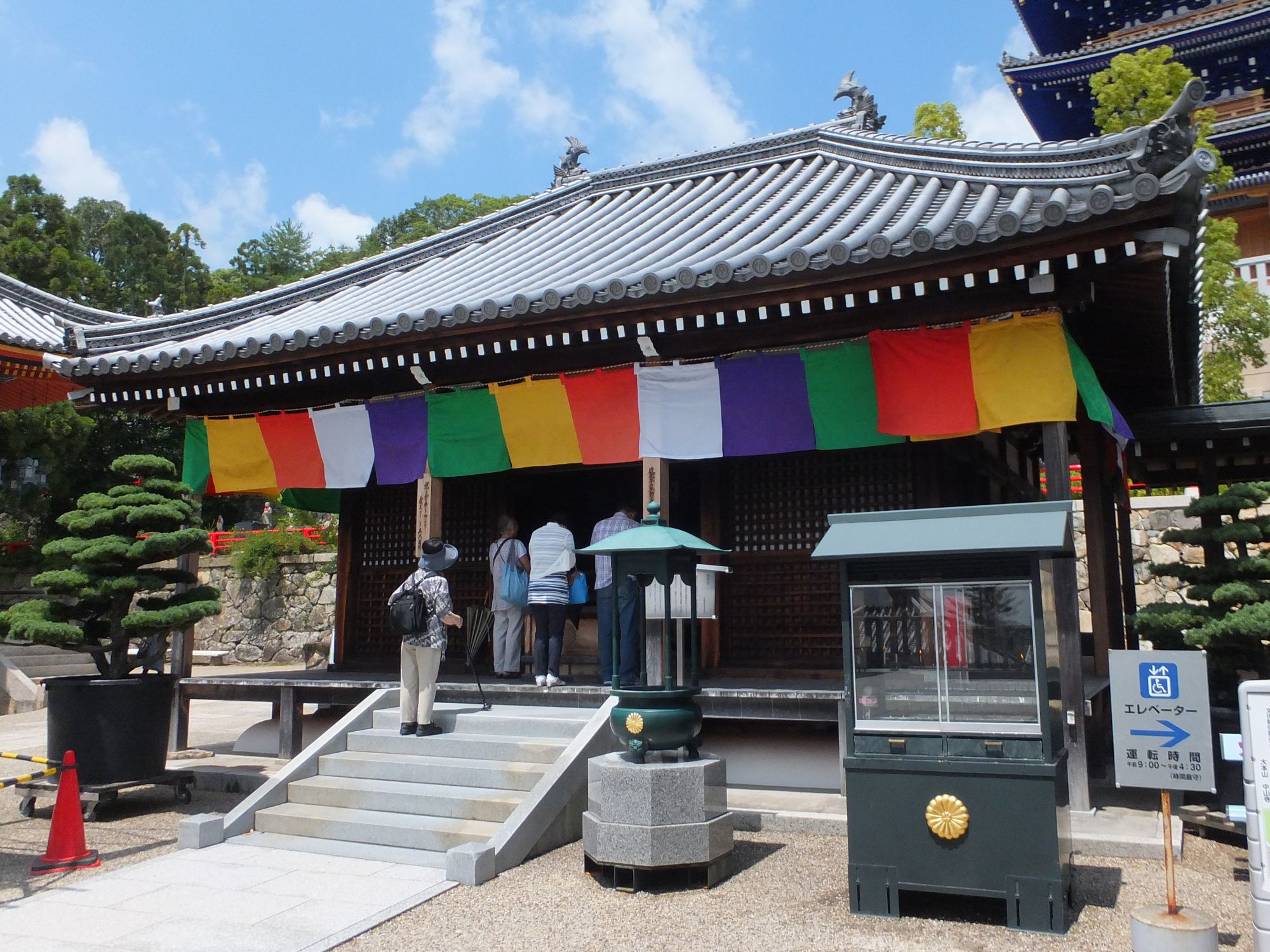
護摩堂
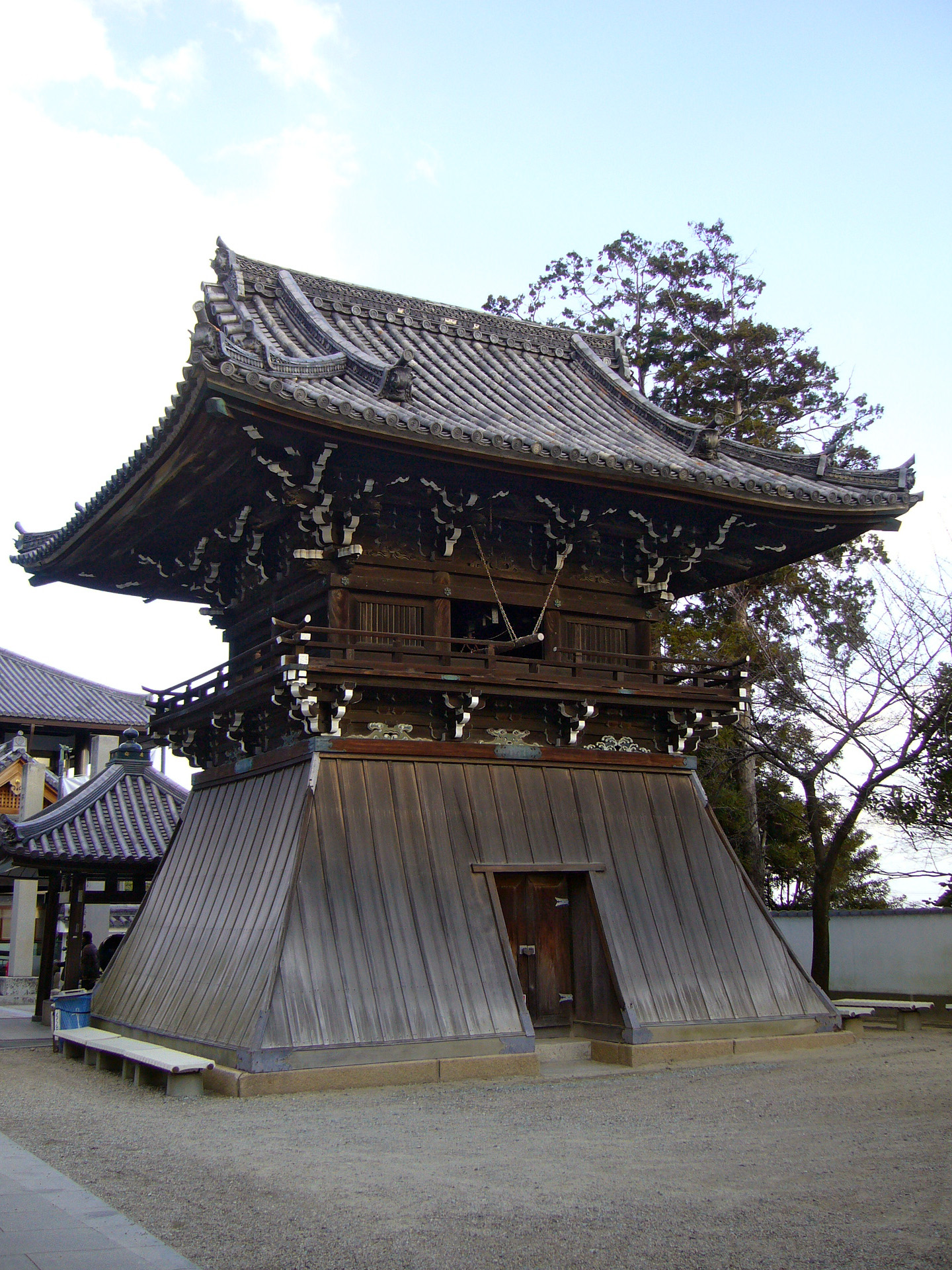
鐘楼
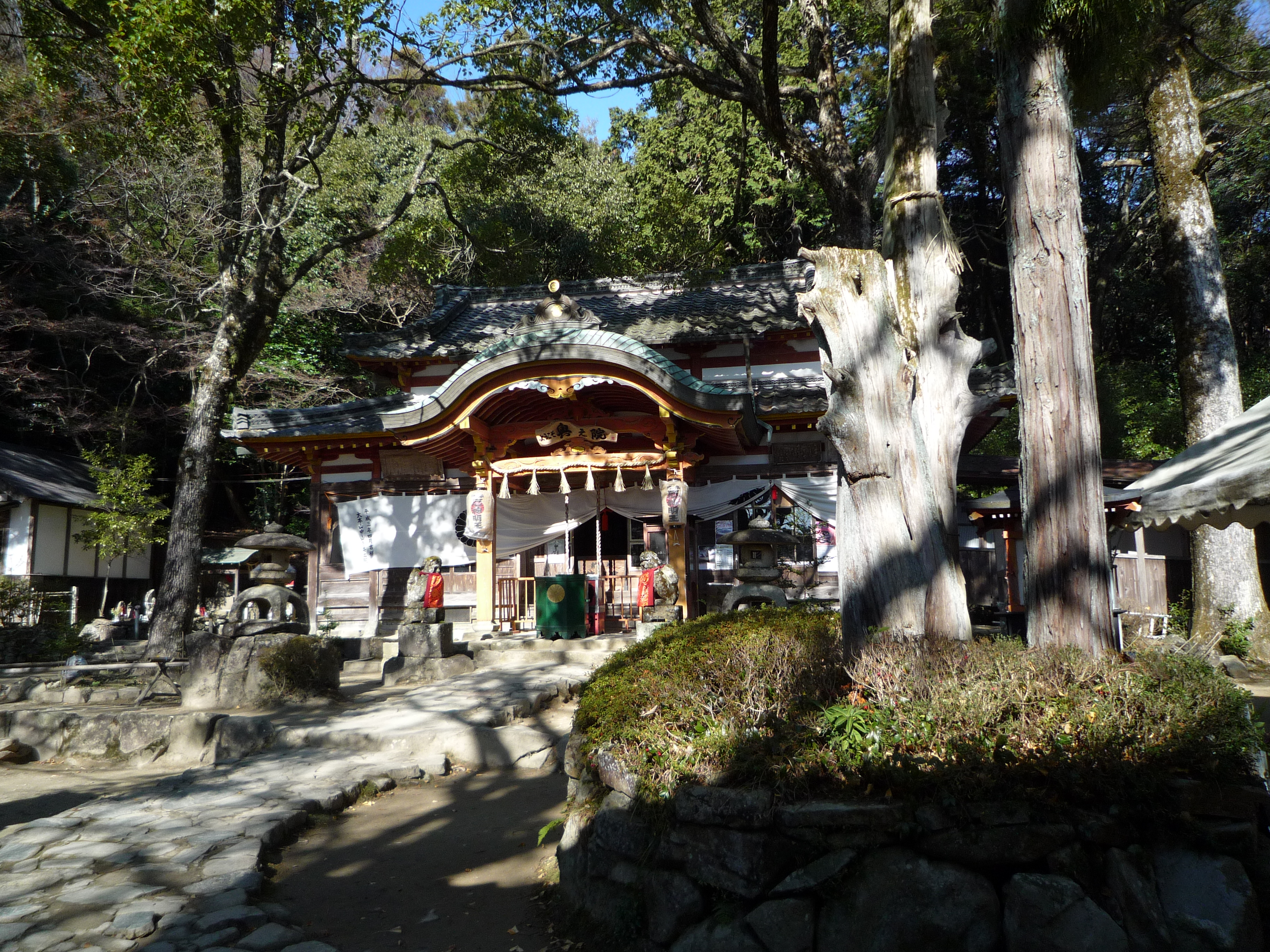
奥之院

## 文化財

### 重要文化財
- 木造十一面観音菩薩立像（本尊） - 平安時代前期。
- 木造薬師如来坐像 - 平安時代後期。
- 木造聖徳太子勝鬘経講讃坐像 附：経机、経巻、台座、礼盤（各木造） - 鎌倉時代から室町時代。
- 木造大日如来坐像 - 平安時代後期。

### 兵庫県指定有形文化財
- 本堂
- 護摩堂
- 大門（山門）

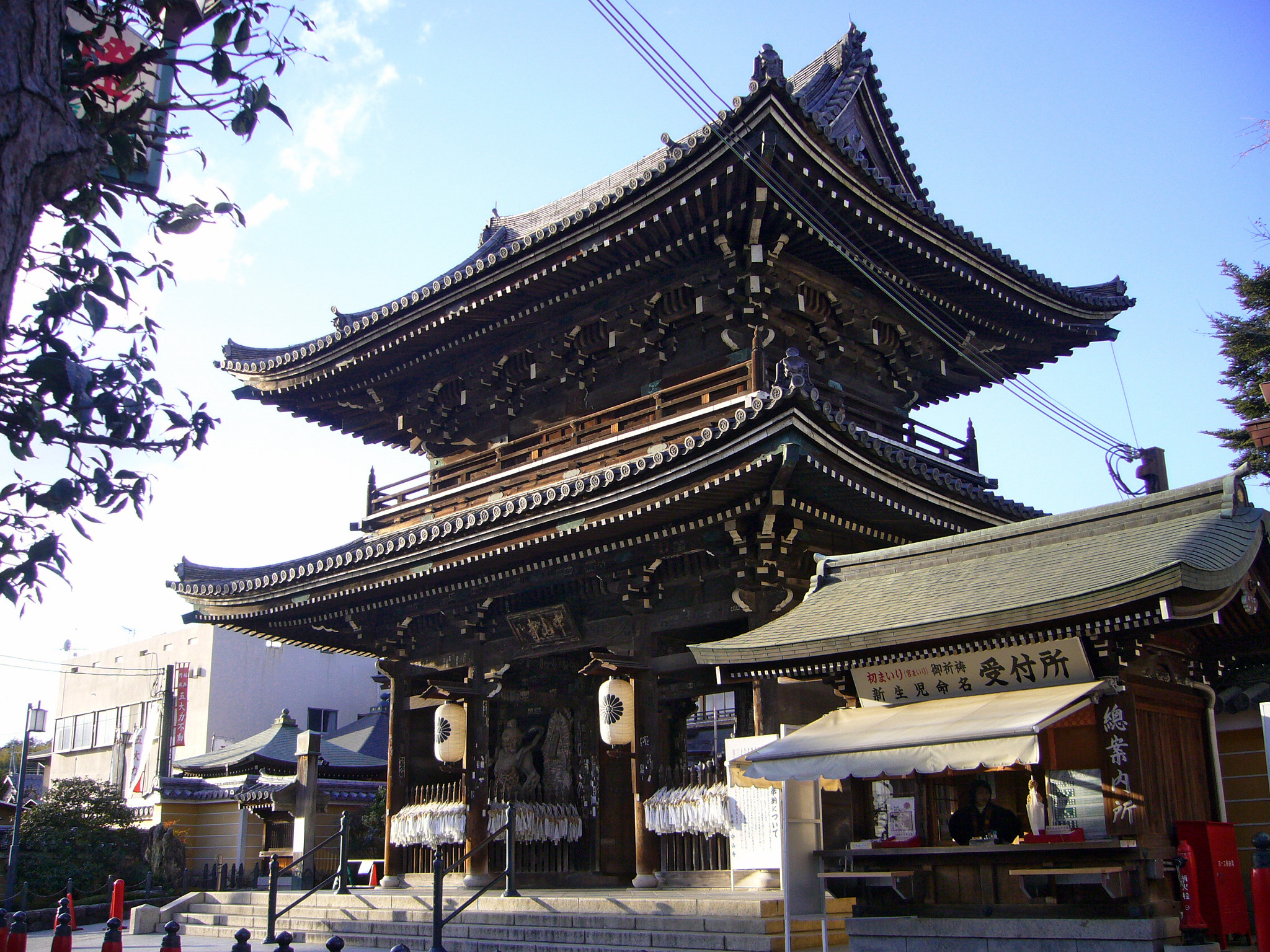
山門

- 木造脇侍十一面観音立像 2躯 - 鎌倉時代。

### 兵庫県指定史跡
- 白鳥塚古墳（中山寺古墳）

### 宝塚市指定有形文化財
- 木造薬師如来坐像
- 木造愛染明王坐像
- 鉄製吊燈籠
- 銅製鰐口
- 「豊国大明神」神号 - 豊臣秀頼筆。
- 町石

### 宝塚市指定無形民俗文化財
- 星下り祭

## 歴代長老
- 石堂恵猛
- 今井圓海
- 石堂恵俊
- 村主恵快
- 池田瑩輝
- 今井圓明
- 石堂恵教
- 池田光輝
- 村主康瑞
- 今井浄圓

## 行事
- 8月9日の夜に西国三十三所の観音菩薩が星に乗って中山寺本堂に集まるとされ、星下り大会式が行われる。8月9日の夜には、梵天（御幣）が中山寺の塔頭に納められる。この8月9日に中山寺に参詣すると四万六千日参拝したのと同じ功徳があるとされる。
- 2月3日節分には、毎年宝塚歌劇団生徒を招いての追儺（ついな）豆まき式が行われる。彼女たちが扮する観音様が人間の諸悪の根源である三毒（貪（とん/むさぼり（欲張る心））・瞋（しん/いかり（怒る心））・癡（ち/おろか（真理に対する無知の心））の象徴・三匹の鬼をさとし、福・禄・寿に変身させるというショーが行われる。

## 腹帯「鐘の緒」
中山寺には「鐘の緒」と呼ばれる安産祈願の腹帯がある。「鐘の緒」の名の由来であるが、「鐘の緒」とは本堂の正面に掛かる鰐口を鳴らす綱のことである。多田行綱の夫婦和合の話以来、信者はこの「鐘の緒」を少しづつちぎって安産のご利益を頂戴していたという。現在、かつての話を彷彿とさせるように鰐口を鳴らす綱「鐘の緒」は意図的に短くされている。

## 御詠歌
- 野をもすぎ 里をもゆきて 中山の 寺へまいるは のちの世のため
- 群雲のかかる浮世の中山に 慈悲の光やひとり晴れゆく

御詠歌をあげる際にはこの後に「南無阿弥陀仏」を3回唱えて休憩に入ることが多い。

## 前後の札所
西国三十三所
23 勝尾寺　-　24 中山寺　-　番外 花山院菩提寺
真言宗十八本山
3 清荒神清澄寺　-　4 中山寺　-　5 大覚寺
摂津国八十八箇所
68 満願寺-　69 中山寺大師堂　-　70 中山寺寿老人堂　-　71 中山寺奥の院　-　72 清荒神清澄寺
摂津国三十三箇所
1 中山寺　-　2 平林寺
聖徳太子霊跡
25 六角堂頂法寺　-　26 中山寺　-　27 鶴林寺
近畿三十六不動尊霊場
20 智積院明王殿　-　21 中山寺護摩堂　-　22 北向山不動院本殿
川辺西国三十三箇所
1 中山寺　-　2 泉流寺
西国七福神（寿老人）
中山寺山内七福神
神仏霊場巡拝の道
79 清荒神清澄寺　-　80 中山寺　-　81石清水八幡宮
※納経所は大師堂と奥の院はそれぞれの独自の納経所。それ以外は「中山寺納経所」。なお、奥の院納経所のみ10時から15時30分までの受付であり、かつ中山寺本堂から山道で1時間弱の所要時間を要する。清荒神付近から関係者用の車道も通じているが、途中は自衛隊の専用道路を経由するため、寺院の関係者も普段は歩いて「通勤」している。なお、この車道はハイキングのための通行は黙認されているため、タクシー等の利用の際はこの道路を通るのが最も早く奥の院に到達できる。

## 所在地
- 兵庫県宝塚市中山寺2丁目11-1

## アクセス
- 阪急電鉄宝塚本線 中山観音駅より徒歩約2分。
- JR福知山線 中山寺駅より徒歩約18分。

## 周辺情報
- 清荒神
- 勝尾寺
- 菩提寺
- 清水寺